# Vaulx-en-Velin - La Soie (métro de Lyon)
Vaulx-en-Velin - La Soie est une station de métro française de la ligne A du métro de Lyon, située au carrefour des rues de la Poudrette et de la Soie, dans le quartier du Carré de soie à Vaulx-en-Velin, à la limite avec Villeurbanne.
Elle est mise en service en 2007, lors de l'ouverture à l'exploitation du prolongement de la ligne A vers l'est depuis la station Laurent Bonnevay - Astroballe.

## Situation ferroviaire
La station terminus Vaulx-en-Velin - La Soie est située sur la ligne A du métro de Lyon, après la station Laurent Bonnevay - Astroballe.

## Histoire

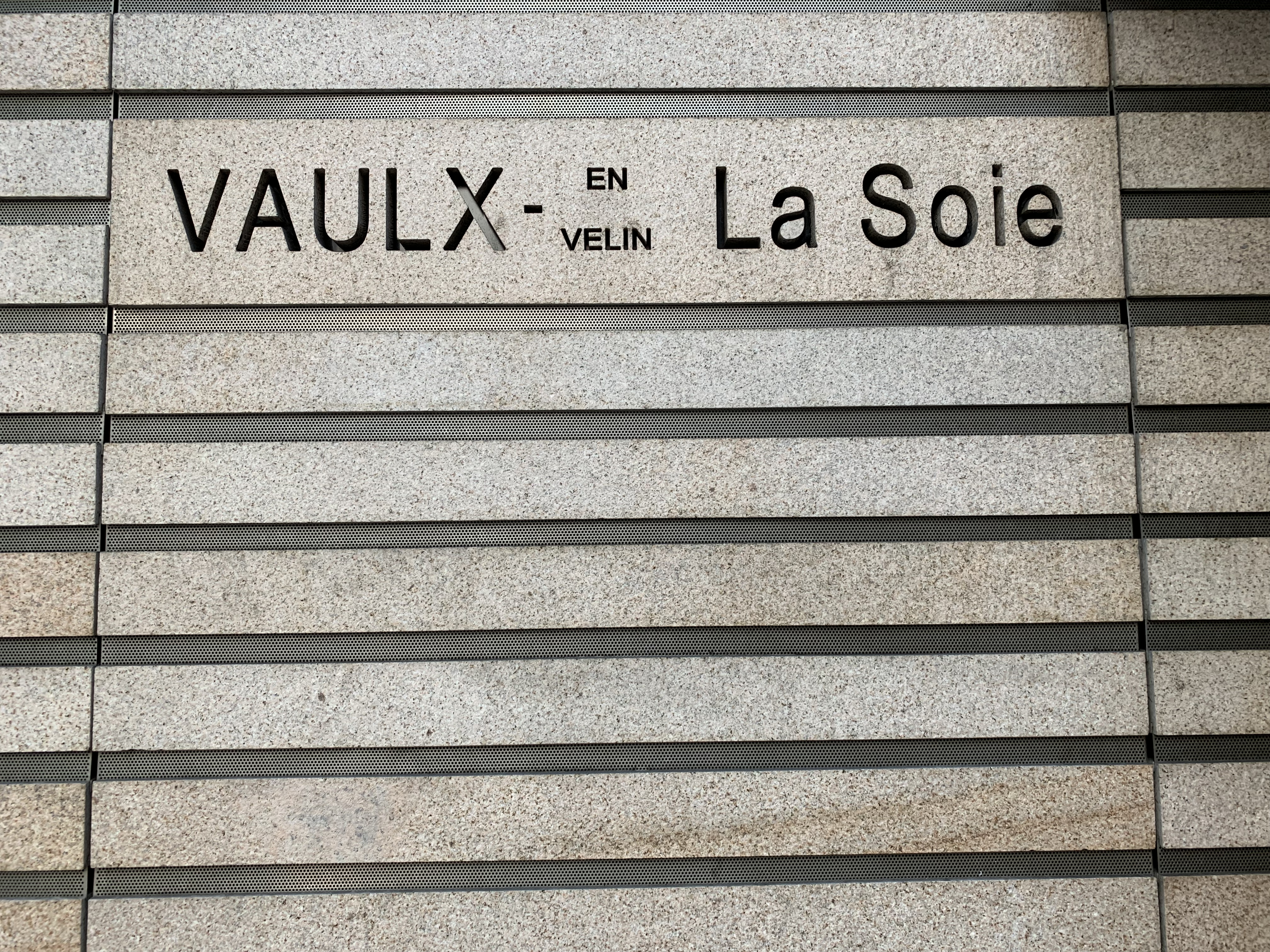
Enseigne de type artistique à l'entrée de la station.

La station « Vaulx-en-Velin - La Soie » est mise en service le 2 octobre 2007, le lendemain de son inauguration, lors de l'ouverture officielle de l'exploitation du prolongement de la ligne A du métro de Lyon depuis la station Laurent Bonnevay - Astroballe afin de connecter la ligne A à la ligne de tramway T3 mise en service l'année précédente et construite sur la plateforme de l'ancien chemin de fer de l'Est de Lyon,.
Construite en tranchée couverte par transformation de l'ancien tunnel d'accès aux ateliers de la Poudrette, dont l'accès se fait désormais par l'arrière-gare, elle est édifiée suivant un plan classique de deux voies encadrées par deux quais latéraux. La station, aménagée par l'agence Novae Architectes, possède des ouvertures zénithales lui permettant, fait unique dans une station du métro lyonnais, d'être décorée par des palmiers et majoritairement éclairée par la lumière naturelle, et d'une décoration à base de blocs de pierre taillés de façon à rappeler des lames de bois.
Elle est intégrée au sein d'un pôle multimodal comprenant une station de tramway, une gare routière et un parc relais. Elle porte le nom d'un quartier historiquement industriel et marqué par l'usine Tase qui produisait de la soie artificielle (de l'acétate de cellulose). Le rez-de-chaussée du parc relais, ouvert le 18 juin 2010, accueille depuis l'été 2014 une agence commerciale TCL qui a remplacé celle de la station Laurent Bonnevay - Astroballe.
Il n'y a pas de personnel, des automates permettent l'achat et d'autres le compostage des billets. Étant récente, elle équipée d'origine d'ascenseurs pour les personnes à mobilité réduite et de portillons d'accès.

## Service des voyageurs

### Accueil
La station compte trois accès débouchant entre la station de tramway et la gare routière : Le principal donne sur un édicule comprenant des commerces et plus à l'est on trouve deux accès secondaires.
Elle dispose dans chacun des accès de distributeurs automatiques de titres de transport et de valideurs couplés avec les portillons d'accès.

### Desserte
Vaulx-en-Velin - La Soie est desservie par toutes les circulations de la ligne.

### Intermodalité
La station est associée à une station de tramway et une gare routière, ce qui en fait un pôle multimodal. Les bus desservent principalement la banlieue Est de Lyon. 
La station de tramway est desservie par les lignes T3 (ouverte en 2006) et Rhônexpress (ouverte en 2010). La station est remarquable de par ses quatre voies, les deux du milieu étant réservées à Rhônexpress, les autres au T3 et par ses deux voies en tiroir et son quai supplémentaire utilisé depuis 2016 pour les navettes à destination du Parc Olympique lyonnais ainsi que pour la ligne T7, depuis février 2021, reliant quotidiennement La Soie au Parc OL.
La gare routière du pôle multimodal de Vaulx-en-Velin - La Soie est desservie par le réseau Transports en commun lyonnais (TCL) via les lignes de bus C8, C15, 16, 28, 52, 68, les lignes saisonnières N80 et N83, la ligne événementielle N100 pour Eurexpo, Zi3, Zi4 et Zi5.
Outre les rues et places avoisinantes, elle permet de rejoindre à pied différents sites, notamment : l'hippodrome de Vaulx-en-Velin - Villeurbanne, un multiplexe de cinéma et un centre commercial, le tout accessible à pied par l'ouest via la rue de la Poudrette et à l'est par la passerelle piétonne passant au-dessus des ateliers du métro et qui dessert aussi le cirque permanent Imagine.

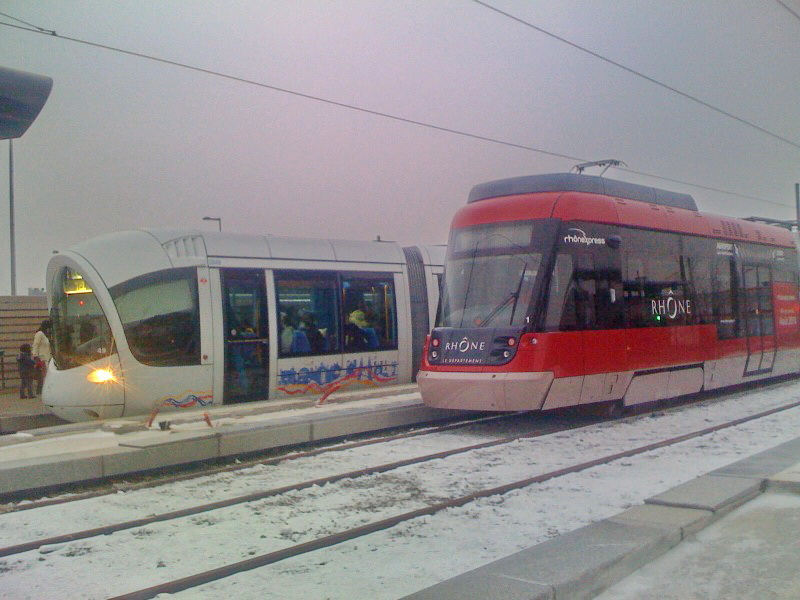
Doublement en station d'une rame Citadis de la ligne T3 par une rame Stadler Tango de la ligne Rhônexpress.
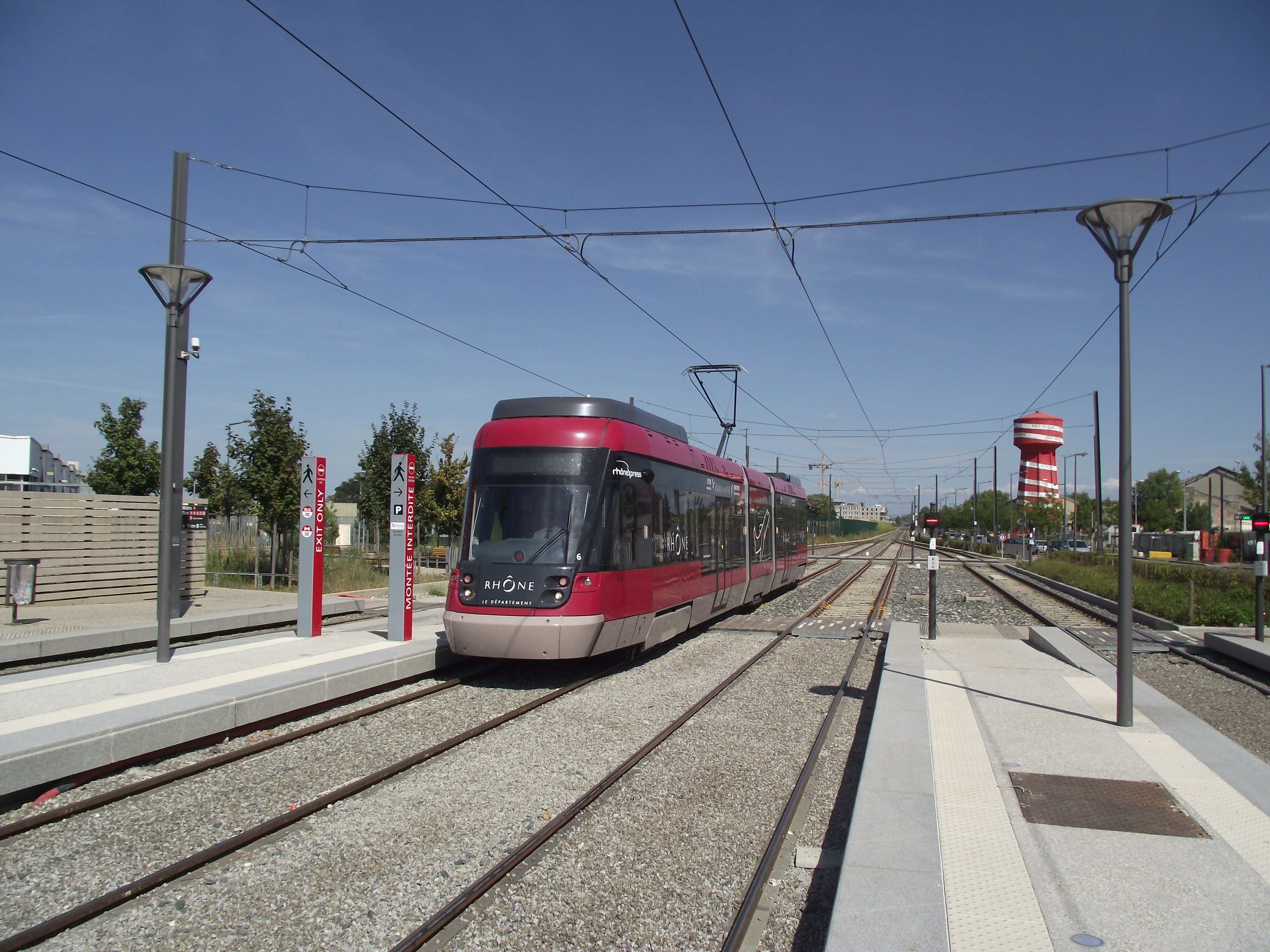
La station de tramway à 4 voies : les deux voies centrales sont réservées à Rhônexpress, les deux voies extérieures à la ligne 3 du tramway de Lyon.
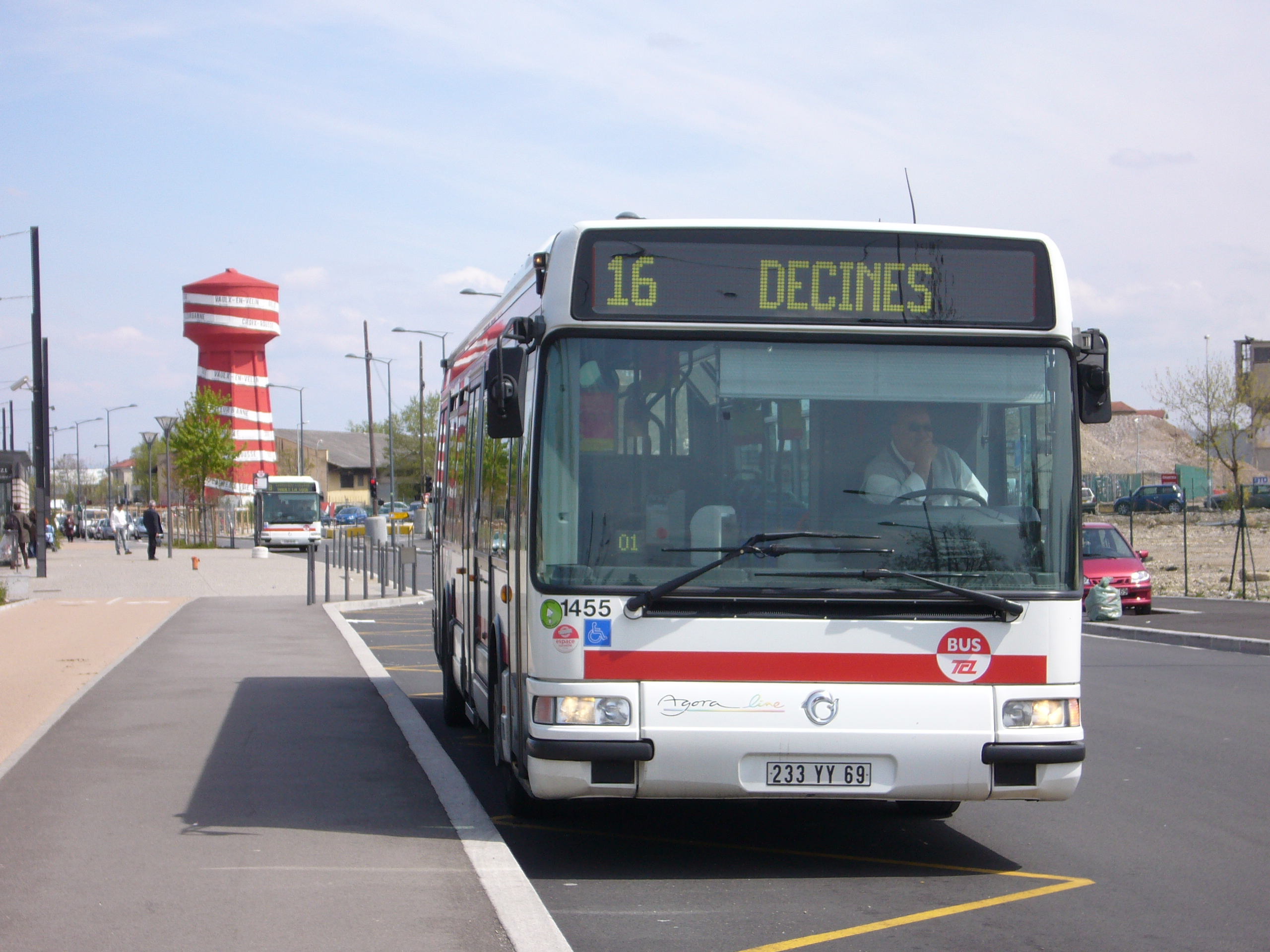
La station offre de nombreuses correspondances.